# Oceanic Airlines

Un finto biglietto della Oceanic, usato nella serie Lost

La Oceanic Airlines è una compagnia aerea immaginaria che compare in diversi film, serie televisive e videogiochi; solitamente viene utilizzata dagli autori per contestualizzare incidenti aerei ai quali nessuna compagnia aerea reale vorrebbe essere associata.
La notorietà della Oceanic Airlines è giunta grazie alla serie Lost, nella quale i protagonisti sopravvivono ad un incidente aereo su un'isola misteriosa dell'Oceano Pacifico.

## Voli
| Codice | Modello        | Descrizione | Opera                                 |
| ------ | -------------- | --- | ------------------------------------- |
| 57     | Boeing 767     | Viene commesso un omicidio                                                                                              | Castle (149º episodio)                |
| 1097   | ?              | Viene trasportato denaro per la Federal Reserve Bank                                                                    | White Collar (80º episodio)           |
| 1012   | ?              | Si schianta nella giungla a nord di un'isola nella Papua Nuova Guinea                                                   | Dead Island                           |
| 815    | Boeing 777     | Perde rapidamente quota e si spezza in volo                                                                             | Lost                                  |
| 815    | Boeing 777     | Abbattuto da un missile terra-aria                                                                                      | Chuck (2º episodio)                   |
| 762    | Boeing 747-400 | Il pilota è costretto a fare un atterraggio di emergenza dopo che l'aereo è stato colpito da un fulmine.                | Catastrofe a catena                   |
| 456    | ?              | Il primo ufficiale è ucciso e l'equipaggio è affetto da un grave malessere.                                             | Un detective in corsia (82º episodio) |
| 343    | Boeing 747-200 | L'aereo è dirottato da un gruppo di terroristi islamici e liberato da alcuni soldati delle forze speciali statunitensi. | Decisione critica                     |
| 105    | ?              | L'aeroplano è dirottato da alcuni estremisti nordcoreani, si salva grazie all'intervento del personale JAG.             | JAG (103º episodio)                   |
| 017    | Douglas DC-3   | L'aereo ammara a 80 miglia a sud di Miami.                                                                              | Flipper (37º episodio)                |
| 009    | ?              | Charlie Gordon bacia Liz LaBreche a bordo dell'aereo.                                                                   | Gli impenitenti                       |